# Stopplaats Den Ham
Stopplaats Den Ham is een voormalige stopplaats aan de staatslijn K tussen Amsterdam Centraal en Den Helder. De stopplaats was geopend van 8 november 1883 tot 1 februari 1887.